# Karlum Sogn
Karlum Sogn (på tysk Kirchspiel Karlum) er et sogn i det nordvestlige Sydslesvig, tidligere i Kær Herred (Tønder Amt), nu Karlum og Læksgårde kommuner i Nordfrislands Kreds i delstaten Slesvig-Holsten. 
I Karlum Sogn findes flg. stednavne:
- Karlum
- Læksgårde (også: Læksgaarde)
- Remp